# Kim Woo-bin
Kim Woo-bin (김우빈?, Gim U-binLR, Kim U-binMR), pseudonimo di Kim Hyun-joong (김현중?, Gim Hyeon-jungLR, Kim Hyŏn-chungMR; Seul, 16 luglio 1989), è un attore e modello sudcoreano.

## Biografia
Kim debutta come modello nel 2008, all'età di venti anni: quando iniziano ad essergli affidate pubblicità che richiedono un minimo di recitazione, comincia a prendere lezioni. Con il nome d'arte Kim Woo-bin debutta in televisione nel 2011 con la miniserial White Christmas e la sitcom Vampire Idol. Nel 2012 ha un ruolo di supporto nella commedia romantica Sinsa-ui pumgyeok e Areumda-un geudae-ege.
Nel 2013 partecipa ai teen drama Hakgyo 2013 e Sangsokjadeul: con quest'ultimo, la sua popolarità cresce, portandolo a siglare più contratti pubblicitari e a ricevere numerose altre offerte televisive e cinematografiche. Debutta sul grande schermo a novembre 2013 nel film Chingu 2 e presenta il programma M! Countdown dal 15 agosto 2013 al 13 febbraio 2014. Nel 2014 entra nei cast dei film Gisuljadeul e Seumul.

## Vita privata
È molto amico del collega Lee Jong-suk, conosciuto quando entrambi svolgevano la professione di modelli.
Nel luglio 2015, Woo-bin e l'attrice Shin Min-a confermarono la loro relazione.

## Filmografia

### Cinema
- Cha hyeongsa (차형사?), regia di Shin Tae-ra – cameo (2012)
- Chingu 2 (친구 2?), regia di Kwak Kyung-taek (2013)
- Gisuljadeul (기술자들?), regia di Kim Hong-sun (2014)
- Seumul (스물?), regia di Lee Byeong-heon (2015)
- Master (마스터; RR: Maseuteo?), regia di Cho Ui-seok (2016)
- Cintura nera Jung-do (무도실무관 Mudosilmugwan), regia di Jason Kim (2024)

### Televisione
- White Christmas (화이트 크리스마스?) – serie TV, 8 episodi (2011)
- Cupid Factory (큐피드 팩토리?) – film TV (2011)
- Vampire Idol (뱀파이어 아이돌?) – serie TV (2011)
- Sinsa-ui pumgyeok (신사의 품격?) – serie TV (2012)
- Areumda-un geudae-ege (아름다운 그대에게?) – serie TV (2012)
- Hakgyo 2013 (학교 2013?) – serie TV (2012-2013)
- Sangsokjadeul (상속자들?) – serie TV (2013)
- Yeon-aesepo (연애세포?) – webserie (2014)
- Hamburo aeteuthage (함부로 애틋하게?) – serie TV, 20 episodi (2016)
- Our Blues - Vite intrecciate – serie TV (2022)
- Black Knight (택배기사?, TaekbaegisaLR) – serie TV (2023)
- Alienoid [Rakuten TV]

## Discografia

### Colonne sonore
- 2016 — Picture In My Head (Hamburo aeteuthage OST)
- 2016 — Do You Know (Hamburo aeteuthage OST)

## Videografia
- 2014 - Kiss - Sandara Park
- 2015 - Don't Mess With Me (Drama ver.) - 2EYES

## Riconoscimenti
| Anno | Premio                                       | Categoria                             | Opera         | Risultato       |
| 2013 | Asia Model Festival Awards                   | Premio nuova stella                   |               | Vincitore/trice |
| 2013 | Baeksang Arts Awards                         | Miglior nuovo attore (TV)             | Hakgyo 2013   | Candidato/a     |
| 2013 | Baeksang Arts Awards                         | Attore più popolare (TV)              | Hakgyo 2013   | Candidato/a     |
| 2013 | Mnet 20's Choice Awards                      | 20 stelle in esplosione – Uomo        | Hakgyo 2013   | Candidato/a     |
| 2013 | Korea Drama Awards                           | Miglior nuovo attore                  | Hakgyo 2013   | Candidato/a     |
| 2013 | APAN Star Awards                             | Miglior nuovo attore                  | Hakgyo 2013   | Vincitore/trice |
| 2013 | Anhui TV Drama Awards                        | Popolare attore straniero             | Sangsokjadeul | Vincitore/trice |
| 2013 | SBS Drama                                    | Dieci migliori stelle                 | Sangsokjadeul | Vincitore/trice |
| 2013 | SBS Drama                                    | Premio popolarità                     | Sangsokjadeul | Candidato/a     |
| 2014 | Asia Model Festival Awards                   | Premio stella asiatica                |               | Vincitore/trice |
| 2014 | Baeksang Arts Awards                         | Miglior nuovo attore (Film)           | Chingu 2      | Candidato/a     |
| 2014 | Baeksang Arts Awards                         | Attore più popolare (Film)            | Chingu 2      | Candidato/a     |
| 2014 | Baeksang Arts Awards                         | Attore più popolare (TV)              | Sangsokjadeul | Candidato/a     |
| 2014 | Asia Rainbow TV Awards                       | Miglior attore di supporto            | Sangsokjadeul | Candidato/a     |
| 2014 | Puchon International Fantastic Film Festival | Premio Fantasia                       |               | Vincitore/trice |
| 2014 | Singapore Entertainment Awards               | Artista della tv coreana più popolare |               | Candidato/a     |
| 2014 | Seoul International Drama Awards             | Attore scelto dal popolo              | Sangsokjadeul | Candidato/a     |
| 2014 | Korea Drama Awards                           | Premio all'eccellenza, attore         | Sangsokjadeul | Candidato/a     |
| 2014 | Style Icon Awards                            | Migliori dieci icone di stile         |               | Candidato/a     |
| 2014 | APAN Star Awards                             | Attore d'eccellenza in una miniserial | Sangsokjadeul | Candidato/a     |